# Фемінізм у Великій Британії

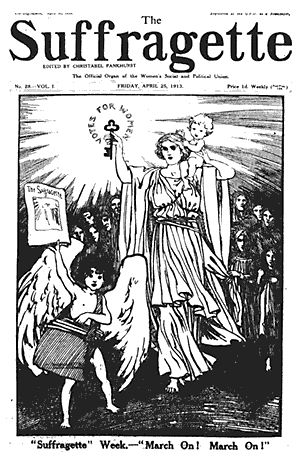
Обкладинка книги Жіночого соціально-політичного союзу «Суфражистка», 25 квітня 1913 р.

Як і в інших країнах, фемінізм у Сполученому Королівстві прагне вибороти політичну, соціальну та економічну рівність для жінок. Проте історія британського фемінізму сягає самих його початків, оскільки багато з найперших феміністських письменниць і активісток, таких як Мері Волстонкрафт, Барбара Бодішон і Лідія Бекер, були британками. Саме британські суфражистки були суфражетками, що виборювали виборче право для жінок більш дієвими протестними методами.

## XIX століття

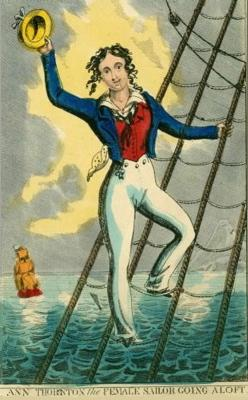
Енн Торнтон піднімається вгору.1835 рік

Настання реформістської доби в 19 столітті дало жінкам як маргіналізованій більшості, що перебувала на правах невидимої меншини, каталізатор у нових тенденціях реформ. Феміністичний рух теж скористалися духом «соціальної реорганізації» нового часу. Стереотип вікторіанської ніжної, слабкої й залежної леді став неприйнятним і навіть нестерпним. Першим організованим рухом за виборче право британок був Langham Place Circle 1850-х, очолюваний Барбарою Бодішон (до шлюбу Лі-Сміт) і Бессі Рейнер Паркс. Вони також вимагали розширення прав жінок у законодавстві, працевлаштуванні, освіті та шлюбі.
Жінки і вдови, що володіли майном, могли голосувати на деяких місцевих виборах, але це закінчилося в 1835 році. Чартистський рух з 1838 по 1857 був широкомасштабною вимогою виборчого права, проте лише для чоловіків від 21 року. У 1851 році була заснована Жіноча політична асоціація Шеффілда, яка подала до Палати лордів петицію із закликом надати жінкам виборче право (петицію відхилили). Ймовірно, це надихнуло британську феміністку Гаррієт Тейлор-Мілль на суфражистську книгу «Надання прав жінок»[уточнити] (1851). 7 червня 1866 року петиція 1499 жінок із закликом надати виборче право була представлена до парламенту, але також не увінчалася успіхом.
Жінки вищого класу мали невеликий закулісний політичний вплив у вищому суспільстві. Однак у справах про розлучення багаті жінки також втрачали опіку над своїми дітьми.

### Кар'єра
Амбітні британки середнього класу зіткнулися з величезними труднощами, намагаючись здобути професії в сфері юриспруденції та медицини, і чим вищими були їхні амбіції, тим більший виклик вони отримували. Можливості для білих комірців за межами сімейних магазинів були невеликими, поки в ХХ столітті не відкрилися посади в канцелярії. Флоренс Найтінгейл продемонструвала необхідність професійного медсестринства та ведення війни, а також створила освітню систему, яка відстежувала жінок у цій сфері у другій половині 19 століття. Ставку викладачки було не так легко отримати, але низькі зарплати були меншою перешкодою для неодруженої жінки, ніж для одруженого чоловіка. Наприкінці 1860-х ряд шкіл готували жінок до кар'єри гувернанток або вчительок. Перепис населення 1851 року повідомив, що 70 000 жінок в Англії та Вельсі були вчительками, у порівнянні зі 170 000, які становили три чверті всіх вчителів у 1901 році. Переважна більшість походила з нижчого середнього класу. Національна спілка вчительок (NUWT) виникла на початку 20-го століття всередині Національної спілки вчителів (NUT), контрольованої чоловіками. Вона вимагала рівної оплати з вчителями-чоловіками і врешті відкололася. Оксфорд і Кембридж мінімізували доступ жінок, дозволяючи працювати невеликим жіночим коледжам. Однак нові університети з червоної цегли та інші великі міста були відкриті для жінок.
Найбільшим викликом була медицина сфера, з найбільш систематичним опором лікарів і найменшою кількістю жінок. Одним зі шляхів виходу з цієї ситуації було поїхати до США, де вже в 1850 році були відповідні школи для жінок. Велика Британія була однією з останніх країн, яка готувала лікарок, тому від 80 до 90 % британок переїхали до Америки для отримання медичних знань. Перша окрема школа для лікарок відкрилася в Лондоні в 1874 році для кількох студенток. Спільне навчання довелося чекати до світової війни.
До кінця 19 століття жінки вибороли рівність статусу в більшості сфер — за винятком, звичайно, голосування та зайняття посад.

### Опіка над дітьми
До 1839 року після розлучення багаті жінки втрачали контроль над своїми дітьми, оскільки ці діти продовжували жити в сім'ї з батьком, як главою сім'ї, який продовжував відповідати за них. Керолайн Нортон була однією з таких жінок; її особиста трагедія, коли їй було відмовлено у доступі до трьох синів після розлучення, привела її до інтенсивної кампанії, яка успішно призвела до ухвалення Закону про опіку над немовлятами 1839 року та ввела доктрину «Ніжні роки» щодо організації опіки над дітьми. Закон вперше надав жінкам право на своїх дітей і надав певні повноваження судді у справах про опіку над дітьми. Відповідно до доктрини Закон також встановив презумпцію материнської опіки над дітьми віком до 7 років із збереженням відповідальності за матеріальне забезпечення батька. У 1873 році через додатковий тиск з боку жінок парламент продовжив презумпцію материнської опіки до досягнення дитиною 16 років. Доктрина поширилася в багатьох державах світу завдяки Британській імперії.

### Розлучення
Традиційно бідні люди використовували дезертирство, а бідні чоловіки навіть продаж дружин на ринку як заміну розлучення. У Британії до 1857 року дружини перебували під економічним і юридичним контролем своїх чоловіків, і розлучення було майже неможливим. Це вимагало дуже дорогого приватного акту парламенту вартістю, можливо, 200 фунтів стерлінгів, який могли собі дозволити лише найбагатші. Першу ключову законодавчу перемогу приніс Закон про шлюбні причини 1857 року. Він обійшов напружену опозицію дуже традиційної англіканської церкви. Новий закон зробив розлучення цивільною справою судів, а не церковною справою, а новий цивільний суд у Лондоні почав розглядати всі справи. Процес все ще був досить дорогим, приблизно 40 фунтів стерлінгів, але тепер став можливим для середнього класу. Жінка, яка отримала судове розлучення, отримала статус sole жінки з повним контролем над своїми громадянськими правами. Додаткові поправки були внесені в 1878 році, які дозволяли розлучатися з місцевими мировими суддями. Англіканська церква блокувала подальші реформи, поки остаточний прорив не відбувся з Законом про шлюбні причини 1973 року.

### Проституція
Буллоу стверджує, що проституція у Великій Британії 18-го століття була зручністю для чоловіків з будь-яким соціальним статусом і економічною вимушеністю для багатьох бідних жінок, і суспільство терпіло її. Євангельський рух 19 століття засуджував проституйованих та їх клієнтів як грішників і засуджував суспільство за терпимість до цього. Проституція, згідно з цінностями вікторіанського середнього класу, була жахливим злом для молодих жінок, для чоловіків і для всього суспільства. Парламент у 1860-х роках у Законі про інфекційні захворювання («CD») прийняв французьку систему ліцензованої проституції. «Політика регулювання» полягала в тому, щоб ізолювати, відокремлювати й контролювати проституцію. Основною метою був захист робітників, солдатів і моряків поблизу портів і військових баз від венеричних захворювань. Молоді жінки офіційно ставали повіями і на все життя потрапили в пастку системи. Після загальнонаціонального хрестового походу під керівництвом Жозефіни Батлер і Національної асоціації жінок зі скасування законів про інфекційні захворювання, парламент скасував ці закони в 1886 році і поклав край легалізації проституції. Батлер стала рятівницею для дівчат, яким вона допомагала звільнитись. Вік сексуальної згоди для жінок було піднято з 12 до 16 років, що знизило пропозицію молодих повій, які користувалися найбільшим попитом. Новий моральний кодекс означав, що поважні люди не сміють бути спійманими.

### Захист багатих і бідних жінок
З 1870 по 1893 рік парламент ухвалив серію 4-х законів, кожен з яких називався Законом про власність одружених жінок, які фактично знімали обмеження, які не дозволяли багатим одруженим жінкам контролювати свою власність. Тепер вони мали практично рівний статус зі своїми чоловіками, а також статус, який перевершував статус жінок в будь-якому іншому місці Європи. Жінки робітничого класу були обмежені серією законів, прийнятих на основі припущення, що вони (як і діти) не мають повної влади та потребують захисту з боку уряду. Закон отримав велику критику, оскільки багато хто вважав, що «побутової гармонії можна досягти лише шляхом повного підпорядкування жінки своєму чоловікові».

## 1900—1950 рр.
Початок ХХ століття, едвардіанська ера, ознаменувала послаблення вікторіанської жорсткості та самовдоволення: жінки мали більше можливостей для працевлаштування та були більш активними. Багато з них служили по всьому світу в Британській імперії або в протестантських місіонерських товариствах.
Харизматична Еммелін Панкгерст створила суфражистську організацію Жіночий соціально-політичний союз (WSPU) в 1903 році. Як сказала сама Панкгерст, вони розглядали голосування для жінок більше не як «право, а як відчайдушну необхідність». Жінки мали право голосу в Австралії, Новій Зеландії та деяких американських штатах. Хоча WSPU була найпомітнішою групою за виборчі права, вона була лише однією з багатьох, наприклад, Ліга свободи жінок і Національна спілка жіночих виборчих товариств (NUWSS) на чолі з Міллісент Фосетт.
У 1906 році Daily Mail вперше ввела термін «суфражистки» як форму глузування, але цей термін швидко був прийнятий у Британії жінками, які використовували войовничу тактику для забезпечення виборчого права жінок. Термін став помітним у характерних зелених, фіолетових і білих емблемах, а також у драматичній графіці Ліги виборчого права художників. Феміністки навчилися використовувати фотографію та ЗМІ та залишили яскравий візуальний слід, включаючи зображення, такі як фотографія Еммелін Панкгерст 1914 року. Насильство відокремило поміркованих суфражисток від радикалок-суфражеток на чолі з Панкгерстами. Самі радикалки розкололися; Еммелін і Крістабель Панкгерст виключили Сільвію Панкгерст за непокору, і вона сформувала власну групу, яка була лівою і орієнтована на більш широкі проблеми, що стосуються жінок робітничого класу. Спочатку вона називалася Федерацією суфражисток Східного Лондона (ELFS), але з роками політично розвивалася і змінила назву, спочатку на Федерацію виборчого права жінок, а потім на Соціалістичну федерацію робітниць.
Радикальні протести суфражеток повільно ставали все більш жорстокими, і включали биття вітрин та підпали. Емілі Девісон, учасниця WSPU, вибігла на трасу під час Епсомського дербі 1913 року, щоб привернути увагу до питань виборчого права для жінок, і загинула під королівським конем. Ця тактика призвела до неоднозначних результатів співчуття та відчуження. Оскільки багато протестувальниць були ув'язнені та оголосили голодування, ліберальний уряд опинився в незручній ситуації. Завдяки цим політичним діям суфражисти успішно розголосили про інституційну дискримінацію жінок та сексизм. Історики загалом стверджують, що перший етап войовничого руху суфражисток під керівництвом Панкгерст у 1906 році мав драматичний мобілізуючий вплив на виборчий рух. Жінки були схвильовані і підтримували повстання на вулицях. Однак система публічності повинна була ескалуватися, щоб зберегти високу помітність у ЗМІ. Це зробили голодування та примусове годування. Однак Панкгерст відмовилися від будь-яких порад і посилили свою тактику. Вони вдалися до систематичного зриву зборів Ліберальної партії, а також до пошкоджень громадських будівель та підпалів. Говорили, що войовничі суфражитки тепер шкодять справі. Коли Панкгерст вирішили припинити войовничу активність на початку війни і з ентузіазмом підтримали військові зусилля, рух розколовся, і їхня лідерська роль припинилася. Виборче право було надане через чотири роки, але феміністичний рух у Британії назавжди відмовився від войовничої тактики.
Войовничий рух суфражисток, припинений під час Першої світової війни, більше не відновлювався. Британське суспільство вважає, що нові патріотичні ролі, які відігравали жінки, принесли їм право голосу в 1918 році. Проте британські історики більше не наголошують на наданні жінкам виборчого права як винагороди за участь жінок у військовій роботі. П'ю (1974) стверджує, що рішення про надання солдатам громадянського права, а після цього — жінкам, було вирішено високопоставленими політиками в 1916 році. У зв'язку з відсутністю основних жіночих груп, які вимагали рівного виборчого права, урядова конференція рекомендувала обмежити виборче право жінок за віком. Суфражистки були ослаблені через неодноразові невдачі та дезорганізуючий вплив військової мобілізації; тому вони спокійно прийняли ці обмеження, схвалені в 1918 році більшістю голосів військового міністерства та кожної політичної партії в парламенті. Загалом, Searle (2004) стверджує, що британські дебати були по суті завершені до 1890-х, і що надання виборчого права в 1918 році було переважно побічним продуктом надання голосу чоловікам-солдатам. Жінки у Британії нарешті отримали виборче право на тих самих умовах, що й чоловіки, в 1928 році.
Корона отримала повноваження регулювати прийом жінок на державну службу, суддям було дозволено контролювати статевий склад присяжних, жінки повинні були бути прийняті в якості соліситорів після трирічної служби за умови, що вони мали університетську освіту, яка давала б їм кваліфікацію, жоден статут або статут університету не забороняв університетським органам влади регулювати прийом жінок до членства або наукових ступенів.

### Виборча реформа
Закон Сполученого Королівства про народне представництво 1918 року надав майже загальне виборче право чоловікам і виборче право жінкам після 30 років. Закон про народне представництво 1928 року поширював рівні виборчі права як на чоловіків, так і на жінок. Це також змінило соціально-економічний склад електорату в бік робітничого класу, віддавши перевагу Лейбористській партії, яка більше прихильно ставилася до жіночих проблем. Виборча реформа також дозволила жінкам балотуватися до парламенту. Зокрема, Закон про парламент (про кваліфікацію жінок) 1918 року надав жінкам від 21 року право балотуватися на виборах депутатів. Кристабель Панкгерст майже змогла отримати місце в 1918 році, але в 1919 і 1920 роках леді Астор і Маргарет Вінтрінгем отримали місця від консерваторів і лібералів відповідно. Лейбористи прийшли до влади в 1924 році. Констанс Маркевич була першою жінкою, обраною в Ірландії в 1918 році, але як ірландська націоналістка відмовилася зайняти своє місце. Пропозиція Астор створити жіночу партію в 1929 році не мала успіху. Жінки отримали значний досвід виборів протягом наступних кількох років, оскільки низка урядів меншин забезпечувала майже щорічні вибори, але до 1940 року в парламенті було 12 жінок. Тісний зв'язок з лейбористами також виявилася проблемою для Національної спілки суспільств рівного громадянства (NUSEC), яка мала підтримку в Консервативній партії. Проте їхня наполегливість із консервативним прем'єр-міністром Стенлі Болдвіном була винагороджена прийняттям Закону про представництво народу (рівне право) 1928 року.

### Соціальна реформа
Політичні зміни не відразу змінили суспільні обставини. В умовах економічної рецесії жінки були найбільш вразливим сектором робочої сили. Маючи обмежену франшизу, Національний союз жіночих товариств виборчого права (NUWSS) перетворився на нову організацію, Національну спілку товариств рівного громадянства (NUSEC), яка все ще виступала за рівність у виборчих правах, але розширила свою сферу для вивчення рівності у соціальній та економічній сферах. Законодавчу реформу шукали для дискримінаційних законів (наприклад, сімейного права та проституції) та щодо відмінностей між рівністю та справедливістю, які дозволили б жінкам долати перешкоди на шляху до реалізації (пізніше відомі як «дилема рівності проти відмінності»). Елеонор Ратбон, яка стала депутатом у 1929 році, змінила Міллісент Гарретт на посаді очільниці NUSEC у 1919 році. Вона висловила критичну потребу в розгляді відмінностей у стосунках статей як «те, що потрібно жінкам для реалізації можливостей їхньої власної природи». Соціальні реформи лейбористського уряду 1924 року призвели до формального розколу, оскільки у травні 1926 року група строгих егалітаристок утворила Раду відкритих дверей. Згодом це стало міжнародним рухом, який тривав до 1965 року. Іншими важливими соціальними законами цього періоду були Закон про дискваліфікацію (вилучення) статі 1919 року (який відкрив професії для жінок) і Закон про шлюбні причини 1923 року. У 1932 році NUSEC відокремив адвокатську діяльність від освіти і продовжив колишню діяльність як Національна рада з рівного громадянства, а друга як Гільдія містянок. Рада діяла до кінця Другої світової війни.
У 1921 році Маргарет Макворт (леді Рондда) заснувала Six Point Group, до складу якої входила Ребекка Вест. Як політична лобістська група, вона мала на меті політичну, професійну, моральну, соціальну, економічну та юридичну рівність. Таким чином, вона була ідеологічно пов'язана з Радою відкритих дверей, а не з Національною радою. Вони також лобіювали на міжнародному рівні, наприклад, Лігу Націй, і продовжували свою роботу до 1983 року. У ретроспективі обидві ідеологічні групи мали вплив на просування прав жінок по-своєму. Незважаючи на те, що жінки були прийняті в Палату громад з 1918 року, Макворт, віконтеса, провела все життя, борючись за місце в Палаті лордів проти запеклої опозиції, досягши мети лише в рік своєї смерті (1958). Це виявило слабкі сторони Закону про дискваліфікацію (видалення) статі. Макворт також заснувала Time and Tide, який став журналом групи, до якого внесли свій внесок Вест, Вірджинія Вулф, Роуз Маколей та багато інших. У 1920-х також з'явилася низка інших жіночих періодичних видань, зокрема «Жінка і дім» і «Гуд Хаус Кіпінг», але зміст яких відображав зовсім інші прагнення. У 1925 році Ребекка Вест написала в «Time and Tide» дещо, що відображало не лише потребу руху переоцінити себе після виборчого права, а й постійну потребу у переосмисленні цілей. «Коли ті з нашої армії, чиї голоси холоднокровно говорять нам, що день статевого антагонізму закінчився і відтепер нам залишається тільки рухатися рука об руку з чоловіками, я не вірю».

## 1950-21 століття
У 1950-ті роки Велика Британія вважається похмурим періодом для фемінізму. Після Другої світової війни новий акцент був зроблений на шлюбі та нуклеарній сім'ї як на основі нової соціальної держави.
У той час як наприкінці війни дитячі заклади були закриті, а допомога працюючим жінкам стала обмеженою, соціальні реформи, запроваджені новою соціальною державою, включали сімейні надбавки, призначені для субсидування сімей, тобто для підтримки жінок у «якості дружини та матері». Сью Брюлі стверджує, що «прогресивне бачення Нової Британії 1945 року було хибним принципово консервативним поглядом на жінок».
Тим не менш, у 1950-х роках у Великій Британії було помітно кілька кроків у напрямку рівності жінок, наприклад, рівна оплата, яка вимагається законом для вчительок (1952) та держслужбовиць (1954), завдяки таким активісткам, як Едіт Саммерскілл. Барбара Кейн стверджує: «За іронією долі, як і у випадку з голосуванням, успіх інколи був найлютішим ворогом організованого фемінізму, оскільки досягнення кожної мети привело до кінця кампанії, яка була організована навколо неї, не залишаючи нічого на своєму місці».
Закон 1958 року про пожиттєве перство дозволив жінкам мати право засідати в Палаті лордів. Перші жінки зайняли свої місця 21 жовтня 1958 року.
Письменниці-феміністки того періоду, такі як Альва Мюрдаль і Віола Кляйн, почали допускати можливість того, що жінки мають можливість поєднувати хатню роботу з роботою за межами дому. Фемінізм 1950-х часто зневажливо називають «фемінізмом добробуту». Справді, багато активісток дуже довго підкреслювали, що їхня позиція була позицією «розумного сучасного фемінізму», який визнавав сексуальне різноманіття, і прагнули встановити, яким є соціальний внесок жінок, а не підкреслювати рівність чи подібність статей. Фемінізм в Англії 1950-х був тісно пов'язаний із соціальною відповідальністю і з добробутом суспільства в цілому. Це часто відбувалося ціною звільнення та особистої реалізації самопроголошених феміністок. Навіть ті жінки, які вважали себе феміністками, рішуче підтримували переважаючу ідею про першість дитячих потреб, як це відстоювали, наприклад, Джон Боулбі, керівник дитячого відділення клініки Тавісток, який багато публікував протягом 1950-х років, і Дональд Віннікотт, який пропагував через радіопередачі та в пресі ідею дому як приватного емоційного світу, в якому мати і дитина пов'язані одне з одним і в якому мати контролює і знаходить свободу для самореалізації.
Протизаплідні таблетки були введені у Великій Британії Національною службою охорони здоров'я в 1961 році лише для одружених жінок, а з 1967 року контрацепція стала доступною для всіх жінок.
Закон про перство 1963 р. надавав суо юре спадковим жінкам-перкам (крім тих, що належать до перок Ірландії) право засідати в Палаті лордів.
Закон про аборт 1967 року — легалізує аборти зареєстрованими практикуючими лікарями та регулює надання таких медичних послуг, що оплачуються податками, через Національну службу охорони здоров'я. Закон зробив аборт легальним у всій Великій Британії (але не в Північній Ірландії) до 28 тижнів вагітності. У 1990 році закон був змінений Законом про запліднення та ембріологію людини таким чином, що аборт більше не був законним після 24 тижнів, за винятком випадків, коли це було необхідно для порятунку життя жінки, були свідчення надзвичайної аномалії плода, або існує серйозна небезпека фізичної або психічної травми для жінки. Крім того, усі аборти офіційно обмежуються випадками життя матері, психічного здоров'я, здоров'я, зґвалтування, вад плода та/або соціально-економічних факторів.
Страйк швейних машиністок Форда 1968 року, очолюваний Роуз Боланд, Ейлін Пуллен, Вірою Сайм, Гвен Девіс та Шейлою Дуглас, розпочався тому, що швейних машиністок повідомили, що їхня робота оцінена в категорії B (менш кваліфіковані робочі місця), замість категорії C (більш кваліфіковані робочі місця), і що їм будуть платити на 15 % менше, ніж на ставці B, яку отримують чоловіки. У той час було поширеною практикою, що компанії платили жінкам менше, ніж чоловікам, незалежно від навичок. Після втручання Барбари Касл, держсекретарки з питань зайнятості та продуктивності в уряді Гарольда Вільсона, страйк припинився через 3 тижні після його початку в результаті угоди, яка негайно підвищила їхню ставку заробітної плати до 8 % нижче чоловічої, піднявшись до повної категорії В наступного року. Жінок було переведено в категорію C лише після наступного шеститижневого страйку в 1984 році. Страйк 1968 року став причиною прийняття Закону про рівність оплати праці 1970 року. Крім того, натхненні страйком 1968 року, жіночі профспілки заснували Національний комітет спільної кампанії за рівні права жінок (NJACCWER), який 18 травня 1969 року провів демонстрацію за рівну оплату, в якій взяли участь 1000 людей на Трафальгарській площі.
Закон про рівність оплати праці 1970 року — це закон парламенту Сполученого Королівства від 1970 року, який забороняє будь-яке менш сприятливе ставлення між жінками та чоловіками з точки зору оплати та умов найму. Тепер цей закон в основному замінено частиною 5, главою 3 Закону про рівність 2010 року.
Закон про дискримінацію за статтю 1975 р. був актом парламенту Сполученого Королівства, який захищав людей від дискримінації за ознакою статі або сімейного стану. Закон стосувався працевлаштування, навчання, освіти, надання товарів і послуг, а також розпорядження приміщеннями. Законом про визнання статі 2004 року та Закону про дискримінацію за статтю 1975 року (поправка) 2008 року внесено зміни до частини цього Закону, що стосується транссексуалів. Інші поправки були внесені Законом про дискримінацію за статтю 1986 року, Законом про зайнятість 1989 року, Законом про рівність 2006 року та іншими законами, такими як рішення Європейського суду. У Північній Ірландії цей закон не поширювався, проте Правила зміни статі щодо дискримінації за статтю (Північна Ірландія) 1999 року діють. Закон був повністю скасований Законом про рівність 2010 року.
Велика Британія підписала Конвенцію про ліквідацію всіх форм дискримінації щодо жінок у 1981 році і ратифікувала її в 1986 році.
Обрізання жіночих геніталій було заборонене у Великій Британії Законом про заборону жіночого обрізання 1985 року, згідно з яким виконання калічення дітей або дорослих вважається правопорушенням.
Маргарет Тетчер (перша жінка прем'єрка Сполученого Королівства з 1979 по 1990 рік) не отримала належної оцінки феміністок за те, що зламала скляну стелю, тому що вона сама уникала фемінізму.

## Освіта
Лорд Девід Віллетс виявив, що у 2013 році серед студентства бакалаврату у Великій Британії 54 % жінок і 46 % чоловіків. Тоді як у 1960-х роках лише 25 % студентства денної форми навчання у Сполученому Королівстві були жінками. Збільшення кількості жінок, які відвідують заняття та вносять свій внесок у систему освіти, можна пов'язати з рухами за виборче право для жінок, які мали на меті заохотити жінок вступати до навчальних закладів для отримання вищої освіти. У 1960-х роках у Сполученому Королівстві жінки зазвичай становили меншість і рідкість, коли мова йшла про систему вищої освіти.